# Alhassan Barrie
Alhassan Barrie (20 juli 1995) is een Belgisch-Sierra Leoons basketballer.

## Carrière
Barrie speelde in de jeugd van Eligio Deurne en Antwerp Giants, bij de Giants speelde hij ook in de tweede ploeg in de tweede klasse voordat hij naar Amerika trok. Hij speelde collegebasketbal voor Northern Oklahoma Mavericks en daarna Goshen Maple Leafs van 2016 tot 2019. In 2019 tekende hij bij de Duitse derdeklasser Löwen Braunschweig zijn eerste profcontract. In 2020 tekende hij kort voor het Spaanse Club Melilla Baloncesto in de Spaanse vierde klasse.
Hij tekende daarop voor de Nederlandse The Hague Royals in de Nederlandse competitie waar hij een seizoen speelde. Hij tekende daarop voor de Belgische tweedeklasser Gembo Borgerhout. Na een seizoen tekende hij bij het Spaanse Globalcaja Quintanar. Niet veel later keerde hij terug naar België en ging aan de slag bij tweedeklasser Merelbeke Hawks. De club werd in december stopgezet na slechte resultaten en financiële problemen. Barrie liet het profbasketbal achter en ging spelen voor Nieuw Brabo Antwerpen en werd een jeugdcoach bij Antwerp Wolf Pack. In 2023 maakte hij de overstap naar BBC Geel waar hij een seizoen speelde net zoals bij Gent-Oost Eagles waar hij het seizoen 2024/25 doorbracht.
In 2025 maakte hij de overstap naar Mercurius BBC.